# 大头山乡
大头山乡，是中华人民共和国河北省承德市围场满族蒙古族自治县下辖的一个乡。

## 行政区划
大头山乡下辖以下地区：
大头山村、大河口村、双月村、前怀村、毯梁沟村、贺家营村、柳条沟村、裕太丰村和黄土梁村。